# Doassinga
Doassinga är ett släkte av svampar. Doassinga ingår i familjen Doassansiaceae, ordningen Doassansiales, klassen Exobasidiomycetes, divisionen basidiesvampar och riket svampar.
|           | Doassansia                               |
|           |                                          |
|           | Burrillia                                |
|           |                                          |
|           | Pseudodermatosorus                       |
|           |                                          |
|           | Entylomaster                             |
|           |                                          |
|           | Pseudodoassansia                         |
|           |                                          |
|           | Pseudotracya                             |
|           |                                          |
|           | Heterodoassansia                         |
|           |                                          |
| Doassinga | \| \| Doassinga callitrichis \| \| \| \| |
|           | \| \| Doassinga callitrichis \| \| \| \| |
|           | Tracya                                   |
|           |                                          |
|           | Narasimhania                             |
|           |                                          |
|           | Nannfeldtiomyces                         |
|           |                                          |
|           | Doassinga callitrichis                   |
|           |                                          |

|  | Doassinga callitrichis |
|  |                        |